# Huis Fiennes
Het huis Fiennes was een Franse adellijke familie die van de 11e tot de 14e eeuw regeerde over onder meer de heerlijkheid Fiennes.

## Telgen
- Eustachius I, heer van Fiennes, huwde rond 1050 met Adelheid van Ardres, dochter van Herred, burggraaf van Veurne. Ze kregen volgende kinderen:
  - Warin
  - Athélais (overleden rond 1107), zij bezat verschillende domeinen in de graafschappen Boulogne en Guînes
  - Cuno, heer van Fiennes, huwde met Alix, dochter van heer Lodewijk I van Bournonville. Ze kregen volgende kinderen:
    - Anselm
    - Willem
    - Rogier
    - Eustachius II de Oude (1130-1200), heer van Fiennes, huwde met Johanna van Sint-Aldegonde. Ze kregen volgende kinderen:
      - Eustachius III de Jonge, heer van Fiennes, huwde met Margaretha van Guînes
      - Gilbert, heer van Bléquin
      - Rudolf, heer van Andres en Flamerzelles
      - Adelheid, huwde met heer Boudewijn van Hames
      - Ingelram I (1155-1218), heer van Fiennes, huwde met Sybille van Tingry. Ze kregen volgende kinderen:
        - Thomas, weldoener aan de Abdij van Andre
        - Eustachius
        - Willem I (1180-1233), heer van Fiennes en Tingry, huwde met Agnes, dochter van graaf Alberic II van Dammartin. Ze kregen volgende kinderen:
          - Boudewijn
          - Michaël
          - Mahaut, huwde met graaf Boudewijn III van Guînes
          - Ingelram II (1203-1267), heer van Fiennes en Tingry en eigenaar van verschillende landgoederen in Engeland, huwde met Agnes, dochter van heer Jacob van Condé. Ze kregen volgende kinderen:
            - Mahaut (overleden in 1298), huwde in 1275 met Humphrey de Bohun, graaf van Hereford
            - Jan, heer van Colemberg, huwde met Beatrix van Montegnies
            - Robert, heer van Heuchin, huwde met Claude van Luxemburg
            - Willem II (1245-1302), heer van Fiennes en Tingry en eigenaar van verschillende landgoederen in Engeland, huwde in 1267 met Blanca van Brienne, vrouwe van La Loupeland. Ze kregen volgende kinderen:
              - Isabella, huwde met Willem van Mortagne, heer van Ossive
              - Margaretha (1269-1334), huwde in 1285 met Edmund Mortimer, baron Mortimer
              - Yolande
              - Robert, heer van Roubecq
              - Jan I (1270-1333), heer van Fiennes en Tingry, huwde in 1307 met Isabella van Dampierre, dochter van Gwijde van Dampierre, graaf van Vlaanderen. Ze kregen volgende kinderen:
                - Robert (overleden na 1370), heer van Fiennes, Tingry en Connétable van Frankrijk, huwde eerst met Beatrix van Gavre en daarna met Margaretha van Melun. Beide huwelijken bleven kinderloos en na zijn dood stierf het huis Fiennes uit.
                - Johanna (1307-na 1353), huwde eerst in 1319 met Jan van Châtillon en daarna in 1344 met Jan van Mortagne
                - Johanna (1320-?), huwde rond 1351 met Jan van Estouteville
                - Mahaut, huwde met heer Jan van Bournonville